# BBC Two
A BBC Two a BBC televíziótársaság második adója. A csatorna 1964. április 20-án indult. Az adó 1997-ig BBC2 néven sugárzott.

## Indulása
A BBC2 indulása előtt csak két csatorna létezett: BBC tv és az ITV. A BBC egy olyan csatornát akart indítani, melyből – az ITV-hez hasonlóan – a komolyabb témájú műsorok sem hiányoztak. Mielőtt elindult volna az új csatorna, a BBC tv átnevezte magát BBC1-re. A csatorna a tervek szerint 1964. április 20-án 19:20-kor kezdte volna meg adását. A 18:45-kor kezdődött áramszünet miatt azonban az első műsor – az Alberts című komédia – sugárzása elmaradt és csak másnap reggel ismételték meg. Emiatt az első hivatalosan bemutatott műsor a Play School volt, ami délelőtt 11 órakor kezdődött. Az adó 2008-tól a halláskárosultak miatt több műsorát is feliratozza.

## Adásváltozatok az Egyesült Királyságban
- Skócia: BBC Skócia
- Wales: BBC Wales
- Észak-Írország: BBC Észak-Írország

## Arculata
A többi tévécsatornához hasonlóan igyekszik, hogy emlékezetes arculatot hozzon létre a néző számára. A csatorna a nevéből adódóan az állandó szereplő a kettes szám. Indulásakor egyszerűen egy kettes volt felül vagy alul pedig az akkori BBC logója. 1967-ben felváltja a Cube arculat melynek a közepén egy nagy kettes szerepelt, alatta pedig az, hogy "colour". Ezt 1974-ben felváltja Stripes arculat. A Stripes-t 1979-ben a The Computer Generated  követi. 1986-ban pedig a The Two lett a csatorna arculata. Majd 1991-ben olyan új arculatot indított, amiben több arculati elem kapott helyet. Mivel 1997-ben új logót vett fel, a 91-es arculatot megújították, s újabb elemeket adtak hozzá. Ezt 2001-ben felváltotta a The Personality 2s. Jelenlegi arculata a Curve. 2013. február 19-én bejelentették, hogy elindul az adó HD változata 2013. március 26-án.

## Vezetői
Vezetői indulása óta:
- 1964–1965: Michael Peacock
- 1965–1969: David Attenborough
- 1969–1974: Robin Scott
- 1974–1978: Aubrey Singer
- 1978–1982: Brian Wenham
- 1982–1987: Graeme MacDonald
- 1987–1992: Alan Yentob
- 1992–1996: Michael Jackson
- 1996–1999: Mark Thompson
- 1999–2004: Jane Root
- 2004–2008: Roly Keating
- 2008–: Janice Hadlow

## Fordítás
Ez a szócikk részben vagy egészben  a   BBC Two című angol Wikipédia-szócikk fordításán alapul.  Az eredeti cikk szerkesztőit annak laptörténete sorolja fel. Ez a jelzés csupán a megfogalmazás eredetét és a szerzői jogokat jelzi, nem szolgál a cikkben szereplő információk forrásmegjelöléseként.